# Каузеро, Диего
Диего Каузеро (итал. Diego Causero; род. 13 января 1940, Моймакко, королевство Италия) — итальянский прелат и ватиканский дипломат. Титулярный архиепископ Меты с 15 декабря 1992 по 24 февраля 2001. Апостольский нунций в Чаде с 15 декабря 1992 по 31 марта 1999. Апостольский нунций в Центральноафриканской Республике с 1 февраля 1993 по 31 марта 1999. Апостольский нунций в Республике Конго с 1993 по 1995. Апостольский нунций в Сирии с 31 марта 1999 по 10 января 2004. Титулярный архиепископ Градо с 24 февраля 2001. Апостольский нунций в Чехии с 10 января 2004 по 28 мая 2011. Апостольский нунций в Лихтенштейне и Швейцарии с 28 мая 2011 по 5 сентября 2015.